# Rhythmic Top 40
Rhythmic contemporary, cunoscut și sub numele rhythmic top 40, rhythmic contemporary hit radio și rhythmic crossover este un format de radio care include un mix de diferite genuri muzicale precum dance, upbeat rhythmic pop, hip hop și R&B.